# Walter Laufer
Walter Laufer (Cincinnati, 5 luglio 1906 – Cincinnati, 1º settembre 1984) è stato un nuotatore statunitense.
Specializzato nel dorso ha vinto la medaglia d'oro nella staffetta 4x200 m sl e l'argento nei 100 m dorso ai Giochi olimpici di Amsterdam 1928.
È diventato uno dei Membri dell'International Swimming Hall of Fame.
È stato primatista mondiale sulle distanze dei 100 m e 200 m dorso e nella staffetta 4x200 m sl.

## Palmarès
- Olimpiadi
  - Amsterdam 1928: oro nei nella staffetta 4x200 m sl e argento nei 100 m dorso.